# Лі Годсон
Лі Годсон (англ. Lee Hodson, нар. 2 жовтня 1991, Вотфорд) — північноірландський футболіст, захисник клубу «Мілтон-Кінс Донс» та національної збірної Північної Ірландії.

## Клубна кар'єра
Народився 2 жовтня 1991 року в місті Вотфорд. Вихованець футбольної школи клубу «Вотфорд». Дорослу футбольну кар'єру розпочав 2008 року в основній команді того ж клубу, в якій провів чотири сезони, взявши участь у 83 матчах Чемпіоншіпу. Більшість часу, проведеного у складі «Вотфорда», був основним гравцем захисту команди.
У сезоні 2012/13 втратив місце в основному складі, через що з листопада 2012 року і до кінця сезону на правах оренди грав за «Брентфорд» у Першій лізі.
20 липня 2013 року підписав контракт з клубом «Мілтон-Кінс Донс», який також виступав у Першій лізі. Відтоді встиг відіграти за клуб з Мілтон-Кінс 39 матчів в третьому за рівнем дивізіоні Англії.

## Виступи за збірні
Хоча Лі народився і виріс в Англії, він мав право грати за Північну Ірландію, так як його бабуся по лінії батька народилася в столиці Белфасті.
2008 року Годсон дебютував у складі юнацької збірної Північної Ірландії, взяв участь у 5 іграх на юнацькому рівні.
У 2009–2012 роках залучався до складу молодіжної збірної Північної Ірландії. На молодіжному рівні зіграв у 10 офіційних матчах.
17 листопада 2010 року дебютував в офіційних матчах у складі національної збірної Північної Ірландії в товариській грі проти збірної Марокко (1:1), відігравши увесь матч. Наразі провів у формі головної команди країни 15 матчів.